# 布科斯
布科斯是葡萄牙布拉加区的一个堂区。总面积17.1平方公里，总人口615人，人口密度36人/平方公里。